# Klawesyn DML 306
Klawesyn DML-306 − polski radioodbiornik monofoniczny, ostatni typ stołowego radioodbiornika lampowego, produkowany przez Diorę w latach 1972−1975. Układowo zbliżony do odbiorników DML-301, DML-302, DML-351 i Harfa.

## Opis odbiornika
Odbiornik Klawesyn był zbudowany na lampach elektronowych ECC85 (wzmacniacz w. cz. i mieszacz samowzbudny dla toru UKF), ECH81 (mieszacz i heterodyna dla AM,  wzmacniacz p. cz. dla UKF), EBF89 (wzmacniacz p. cz. dla AM i UKF, detektor AM) i ECL86 (przedwzmacniacz i wzmacniacz mocy m.cz.). Ponadto wyposażony był w dwie diody DOG 58 (w układzie detektora UKF) i dwupołówkowy prostownik selenowy SPS-6B-250-C-85. Pozwalał on na odbiór na czterech zakresach fal radiowych (D, S, K, U). Głowica UKF strojona indukcyjnie. Oprócz odbioru sygnału radiowego odbiornik umożliwiał również podłączenie magnetofonu lub gramofonu z wkładką krystaliczną, a także zewnętrznego głośnika o impedancji 4 omów. Wyłącznik sieciowy, inaczej niż w większości odbiorników stołowych, zintegrowano z potencjometrem od barwy dźwięku, a nie potencjometrem głośności. Zakresy przełączane przełącznikami typu isostat. Osobna regulacja odbieranej częstotliwości dla torów FM i AM.
Obudowa odbiornika drewniana, pokryta okleiną mahoniową bądź orzechową, atrapy głośnika wykonane z tkaniny dźwiękoprzepuszczalnej, bądź z tworzyw sztucznych (ułożonych w formie pionowych listewek). Skalę podświetlały dwie żarówki zasilane napięciem 6,5 V o mocy 1,27 W. Część odbiorników była wyposażana w importowany z Czechosłowacji głośnik Tesla ARO 567 (zamiast produkowanego przez Tonsil GD 16/3/3) i węgierski kondensator elektrolityczny Elmmko (zamiast krajowych elektrolitów Elwa). Obudowa Klawesyna jest wymiarowo identyczna z równolegle produkowanym odbiornikiem tranzystorowym Fagot DMT-301.
Klawesyn był dłużej produkowany niż produkowane w tym samym czasie odbiorniki Fagot, Jubilat (DMT-401), Sobótka i Chronos.